# Cleandre d'Egina
Cleandre d'Egina (grec antic: Κλέανδρος, llatí: Cleander), fill de Telesarc, fou un atleta grec que va guanyar al pancraci als Jocs Ístmics.
Píndar va celebrar aquesta victòria amb una oda que devia compondre molt poc després del final de la Segona guerra mèdica el 479 aC. L'oda també diu que va guanyar premis a les Alcatees a Mègara i a les Asclepiees a Epidaure.